# Мужиар

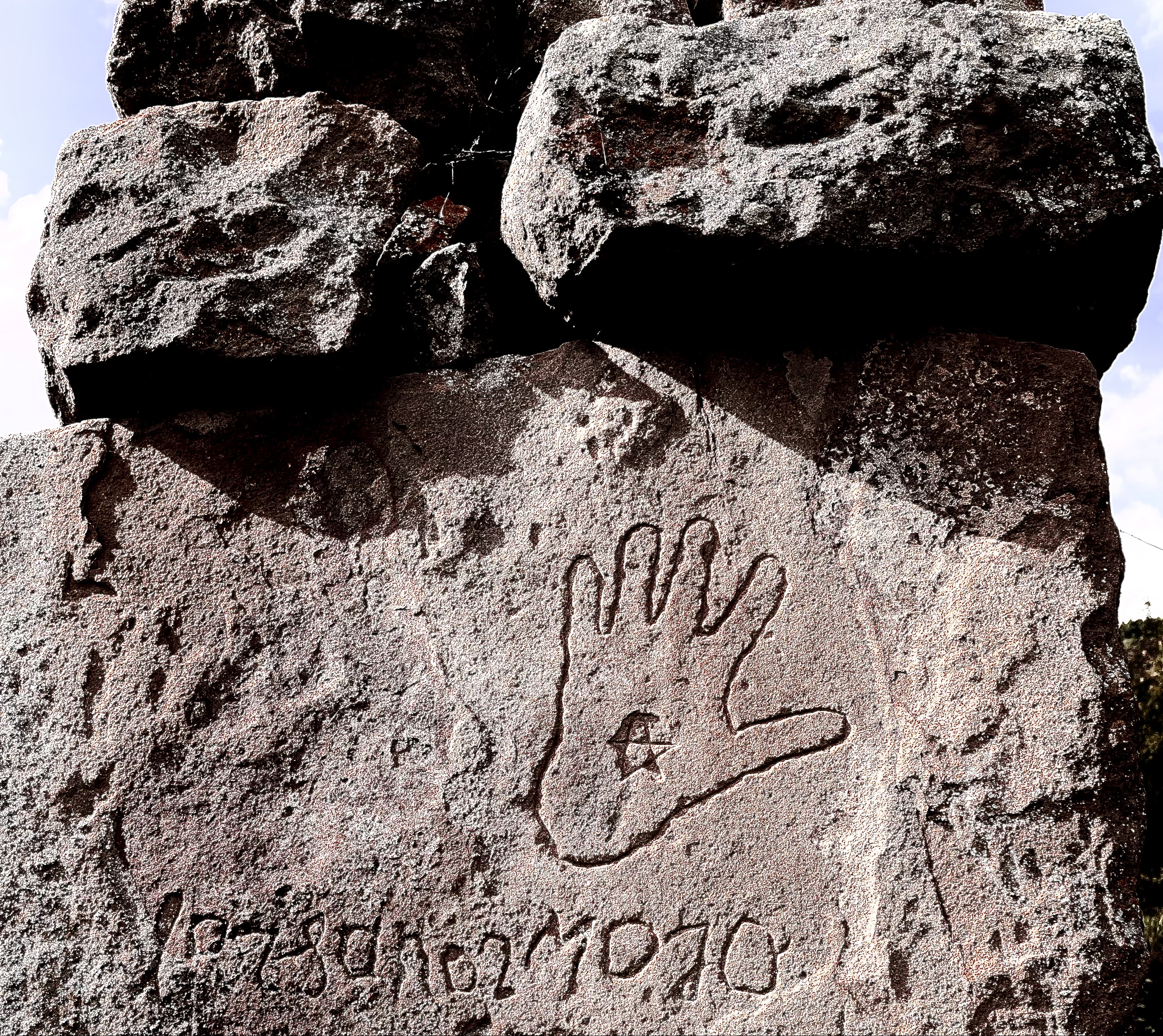
Петрогрифы Дзумса - Мужиар

Мужиар, Мужие ара (чечен. Муьжие ара — «Минерального источника поляна») — покинутый аул в Итум-Калинском районе Чеченской Республики, входил в чеченское общество Зумсой (компонент в этногенезе чеченского народа).

## География
Располагался на правом берегу реки Дзумсэхк/Зумсойн эрк, к северо-востоку от районного центра Итум-Кали. Ближайшие населённые пункты и развалины бывших аулов: на северо-западе — бывшие аулы Хилдехарой и Кештерой, на юго-западе — бывший аул Даркулчи.

## История
Данных об этом населённом пункте крайне мало. Согласно чеченскому исследователю-краеведу А. С. Сулейманову, население Мужиар относилось к горному обществу Зумсой. Однако, жители аула Кештерой — одного из коренных зумсойских поселений, считали мужиарцев пришлыми. В работе 1976 года А. С. Сулейманов ограничивается этими сведениями, но в переиздании работы 1997 года появляется дополнительная информация, согласно которой аул был заселён до 1944 года — то есть до депортации местного населения. Также в новом издании освещается ряд моментов по микротопонимии в черте аула — описываются руины различных построек и башен:
- Амин галин хаклагаш (чечен. Амин гӏалин хьакхлагӏаш).